# Tortula obscuriretis
Tortula obscuriretis är en bladmossart som beskrevs av Thériot 1918. Tortula obscuriretis ingår i släktet tussmossor, och familjen Pottiaceae. Inga underarter finns listade i Catalogue of Life.